# 元通镇 (仁寿县)
元通镇，是中华人民共和国四川省眉山市仁寿县曾经下辖的一个镇。2019年12月，撤销元通乡，将其所属行政区域划归文宫镇管辖。

## 行政区划
元通镇撤销前下辖以下六個地区：
勇敢村、坚强村、永革村、天井村、石岩村和韩家村。